# Gmina Pioneer (Iowa)

Położenie Gminy Pioneer w hrabstwie Cedar

Gmina Pioneer (ang. Pioneer Township) – gmina w USA, w stanie Iowa, w hrabstwie Cedar. Według danych z 2000 roku gmina miała 1810 mieszkańców, a jej powierzchnia wynosi 94,6 km².